# Smolenskaja (stacja metra na linii Filowskaja)
Smolenskaja (ros. Смоленская) – stacja moskiewskiego metra linii Filowskiej (kod 056). Otwarta jako odnoga pierwszej linii metra w 1935 roku i przez 2 lata stanowiła stację końcową. Powstała jako stacja płytka, w pobliżu znajduje się głęboka stacja o tej samej nazwie linii Arbacko-Pokrowskiej. Wyjścia prowadzą na plac Smoleński (przecinany przez pierścień Sadowy).

## Historia
W celu połączenia ze stacją Kijewskaja wybudowano most nad rzeką Moskwą, będący pierwszą taką konstrukcją w ZSRR. Zamknięta w 1953 z powodu otwarcia bliźniaczej stacji Smolenskaja na większej głębokości. Po 5 latach stację ponownie otwarto jako fragment nowej linii.

## Konstrukcja i wystrój
Początkowo stacja miała dwa westybule, które nie ostały się do czasów obecnych (bardzo podobne do westybuli stacji Czistyje Prudy). Pierwszy zburzono w 1937 podczas rozbudowy Pierścienia Sadowego, drugi zamieniono w 1950 roku na nowszy. Stacja jest jednokomorowa z jednym peronem. Kolumny pokryto szarym marmurem, podłogi wyłożono różowy granitem. Ściany nad torami obłożono różowymi i szarymi płytkami ceramicznymi.

## Ciekawostki
W systemie metra są tylko dwie pary stacji o tej samej nazwie, które nie są ze sobą połączone - Smolenskaja linii Arbacko-Pokrowskiej i linii Filowskiej, oraz Arbatskaja linii Arbacko-Pokrowskiej i linii Filowskiej. Stacje Smoleńskie w planach mają zostać połączone poprzez nowo zbudowaną stację Pljuszczicha (Плющиха) na linii Kalinińskiej.